# Economische stagnatie
Economische stagnatie of kort stagnatie is een periode met een trage economische groei. Traag wordt door sommigen gedefinieerd als langzamer dan de potentiële groei die macro-economen hadden voorspeld. Anderen spreken van stagnatie als de economische groei lager uitvalt dan 2-3%.
Economische termen die met stagnatie te maken hebben zijn:
- Recessie
- Stagflatie
- Conjunctuur
- Laagconjunctuur